# Chinese boksdoorn
De Chinese boksdoorn (Lycium chinense) is een plant uit de nachtschadefamilie (Solanaceae). De soort lijkt sterk op de boksdoorn (Lycium barbarum). De soorten kunnen alleen goed uit elkaar gehouden worden door ervaren botanici. De soort wordt in Nederland gekweekt, maar niet veel.
De Chinezen gebruiken de bessen in de traditionele Chinese geneeskunde voor lever, nieren, koorts onderdrukking, hoest en astmatische klachten.

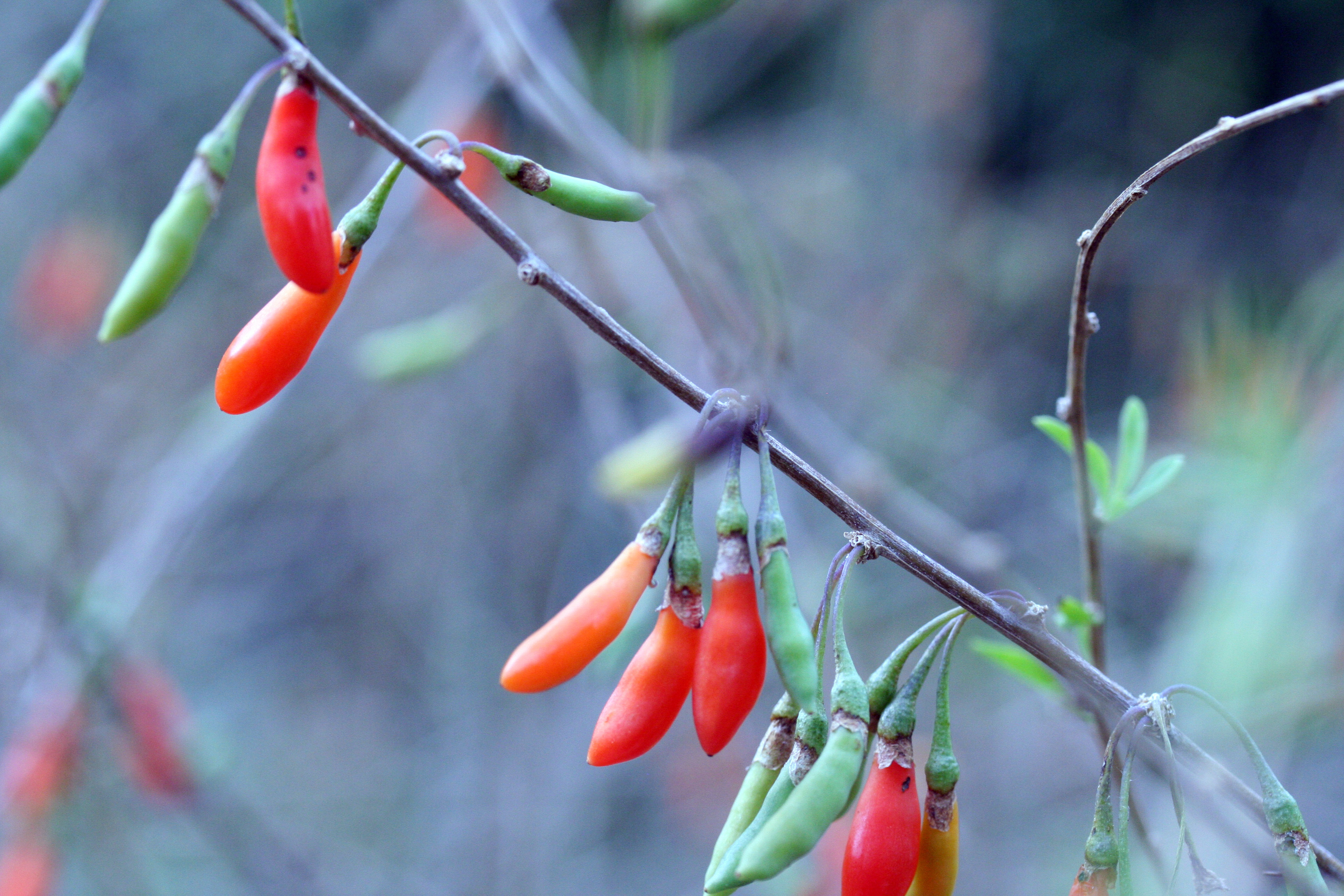
Vruchten